# Hallgrímur Helgason
Hallgrímur Helgason (født 18. februar 1959 í Reykjavík) er en islandsk forfatter. Helgason har tre gange været nomineret til Nordisk Råds Litteraturpris; i 1999 for romanen 101 Reykjavik, i 2007 for romanen Stormland og senest i 2013 for romanen Kvinden ved 1000 grader.
Helgason er også aktiv kunster indenfor skuespil, radiospil og billedkunst. Samtidig er han en flittig essayist. 
I den delvist selvbiografiske roman Søsyg i München beskriver Helgason sine ungdomsoplevelser i München, hvor han blev udsat for en voldtægt.
Romanerne Stormland og 101 Reykjavik er begge blevet filmatiseret.

## Værker oversat til dansk
- Søsyg i München (2017)
- Kvinden ved 1000 grader (2013)
- Lejemorderens guide til et smukt hjem (2009)
- Stormland (2007)
- Islands forfatter (2006)
- 101 Reykjavik (2002)